# Pedro Munitis
Pedro Munitis Álvarez (* 19. Juni 1975 in Santander, Kantabrien) ist ein ehemaliger spanischer Fußballspieler.

## Vereinskarriere
Trotz seiner geringen Körpergröße von 170 cm ist Pedro Munits ein erfolgreicher Stürmer auf nationaler wie internationaler Ebene. Er kam 1993 zu Racing Santander, wo er sieben Jahre blieb (abgesehen von einem Ausleihgeschäft 1997–1998). Im Jahr 2000 wechselte er zu Real Madrid. Nach zwei Jahren und drei Titeln kehrte er zurück, ehe er von 2003 bis 2006 bei Deportivo La Coruña spielte.

## Nationalmannschaft
Seine Leistungen blieben auch dem Nationaltrainer nicht verborgen und so absolvierte Pedro Munitis zwischen 1999 und 2002 insgesamt 21 Spiele für die spanische Nationalmannschaft. Dabei erzielte er zwei Tore.

## Titel
- UEFA Champions League – 2002
- UEFA Super Cup – 2002
- Primera División – 2002